# Kōki Machida
Kōki Machida (町田 浩樹 Machida Kōki?, Ibaraki, 25 de agosto de 1997) es un futbolista japonés que juega como defensa en el TSG 1899 Hoffenheim de la 1. Bundesliga.

## Estadísticas

### Clubes
Actualizado al último partido disputado el 25 de mayo de 2025.
| Club                           | Div.          | Temporada     | Liga  | Liga  | Copas nacionales | Copas nacionales | Copas internacionales | Copas internacionales | Total | Total |
| Club                           | Div.          | Temporada     | Part. | Goles | Part.            | Goles            | Part.                 | Goles                 | Part. | Goles |
| ------------------------------ | ------------- | ------------- | ----- | ----- | ---------------- | ---------------- | --------------------- | --------------------- | ----- | ----- |
| Kashima Antlers Japón          | 1.ª           | 2016          | 0     | 0     | 2                | 0                | ―                     | ―                     | 2     | 0     |
| Kashima Antlers Japón          | 1.ª           | 2017          | 2     | 0     | 0                | 0                | ―                     | ―                     | 2     | 0     |
| Kashima Antlers Japón          | 1.ª           | 2018          | 8     | 2     | 5                | 0                | ―                     | ―                     | 13    | 2     |
| Kashima Antlers Japón          | 1.ª           | 2019          | 22    | 0     | 3                | 0                | 10                    | 0                     | 35    | 0     |
| Kashima Antlers Japón          | 1.ª           | 2020          | 21    | 0     | 2                | 0                | ―                     | ―                     | 23    | 0     |
| Kashima Antlers Japón          | 1.ª           | 2021          | 34    | 5     | 5                | 0                | ―                     | ―                     | 39    | 5     |
| Kashima Antlers Japón          | Total club    | Total club    | 86    | 7     | 17               | 0                | 10                    | 0                     | 113   | 7     |
| Union Saint-Gilloise · Bélgica | 1.ª           | 2021-22       | 11    | 0     | 0                | 0                | ―                     | ―                     | 11    | 0     |
| Union Saint-Gilloise · Bélgica | 1.ª           | 2022-23       | 8     | 0     | 1                | 0                | 1                     | 0                     | 10    | 0     |
| Union Saint-Gilloise · Bélgica | 1.ª           | 2023-24       | 31    | 1     | 3                | 2                | 11                    | 0                     | 45    | 3     |
| Union Saint-Gilloise · Bélgica | 1.ª           | 2024-25       | 35    | 1     | 4                | 0                | 10                    | 0                     | 49    | 1     |
| Union Saint-Gilloise · Bélgica | Total club    | Total club    | 85    | 2     | 8                | 2                | 22                    | 0                     | 115   | 4     |
| Total carrera                  | Total carrera | Total carrera | 171   | 9     | 25               | 2                | 32                    | 0                     | 228   | 11    |

## Palmarés

### Títulos nacionales
| Título                      | Club                 | País    | Año  |
| --------------------------- | -------------------- | ------- | ---- |
| J1 League                   | Kashima Antlers      | Japón   | 2016 |
| Copa del Emperador          | Kashima Antlers      | Japón   | 2016 |
| Supercopa de Japón          | Kashima Antlers      | Japón   | 2017 |
| Copa de Bélgica             | Union Saint-Gilloise | Bélgica | 2024 |
| Supercopa de Bélgica        | Union Saint-Gilloise | Bélgica | 2024 |
| Primera División de Bélgica | Union Saint-Gilloise | Bélgica | 2025 |

### Títulos internacionales
| Título                      | Club            | Sede    | Año  |
| --------------------------- | --------------- | ------- | ---- |
| Liga de Campeones de la AFC | Kashima Antlers | Teherán | 2018 |